# Šunychl

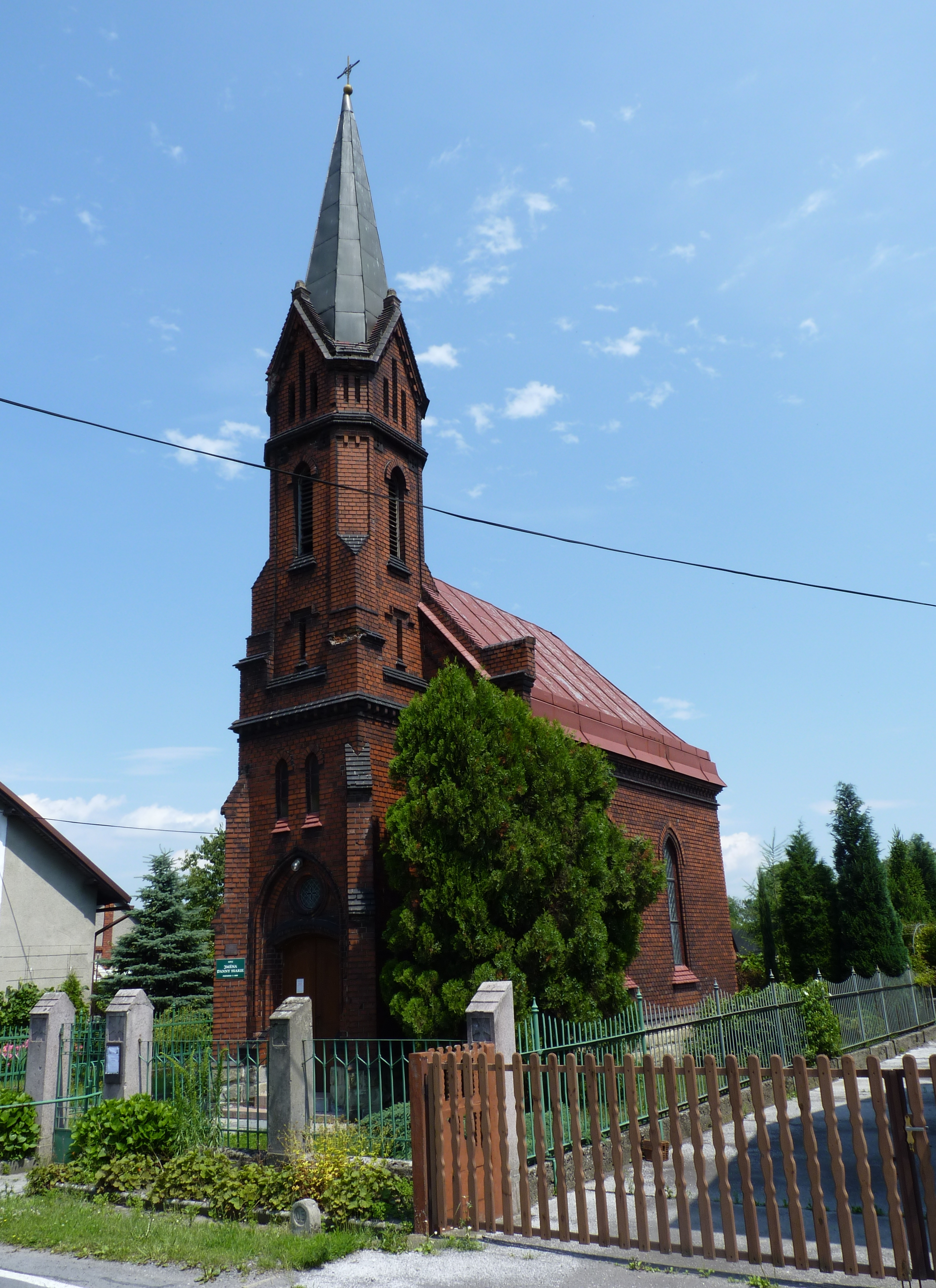
Kapelle Mariä Namen

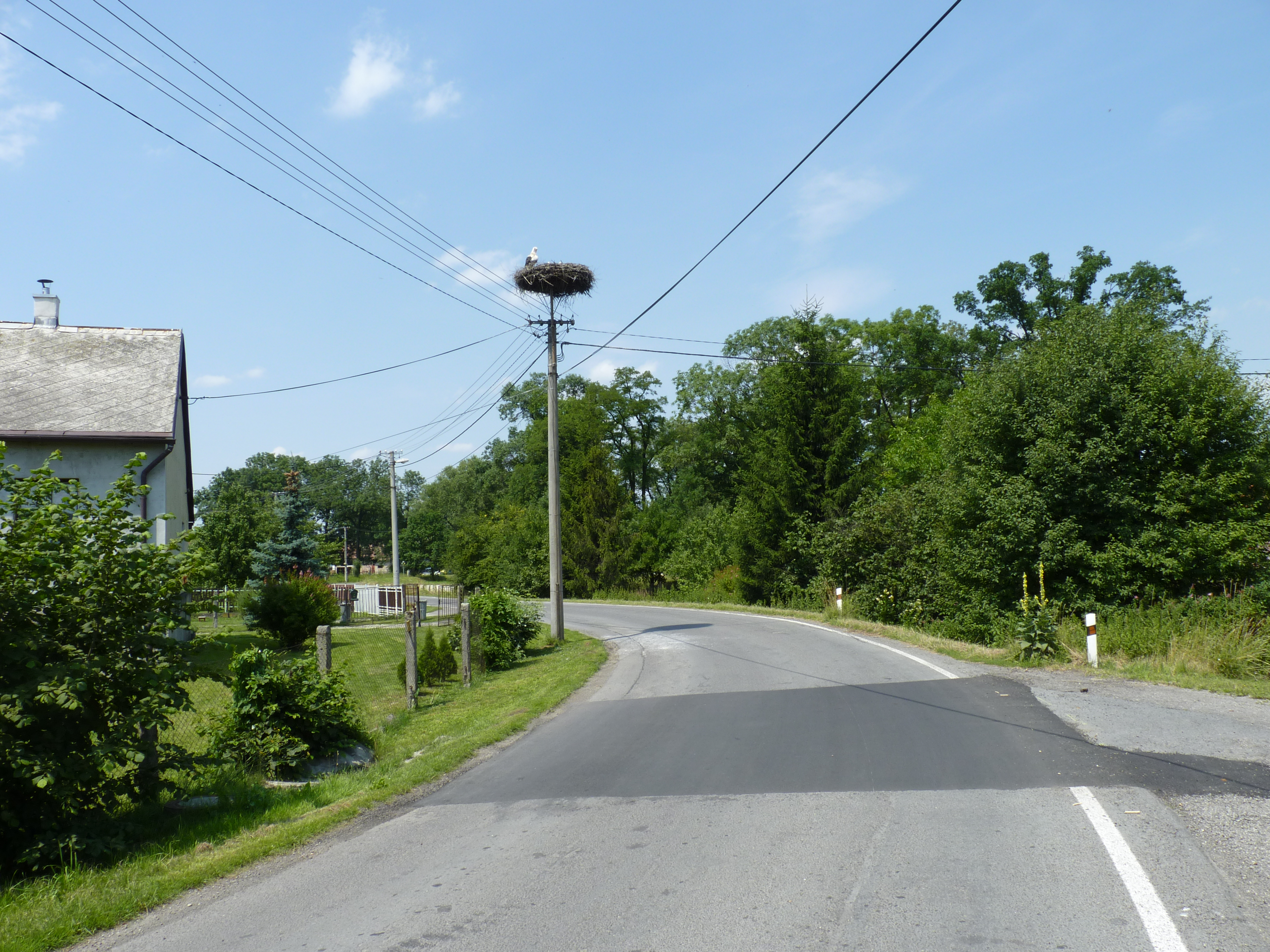
Dorfstraße

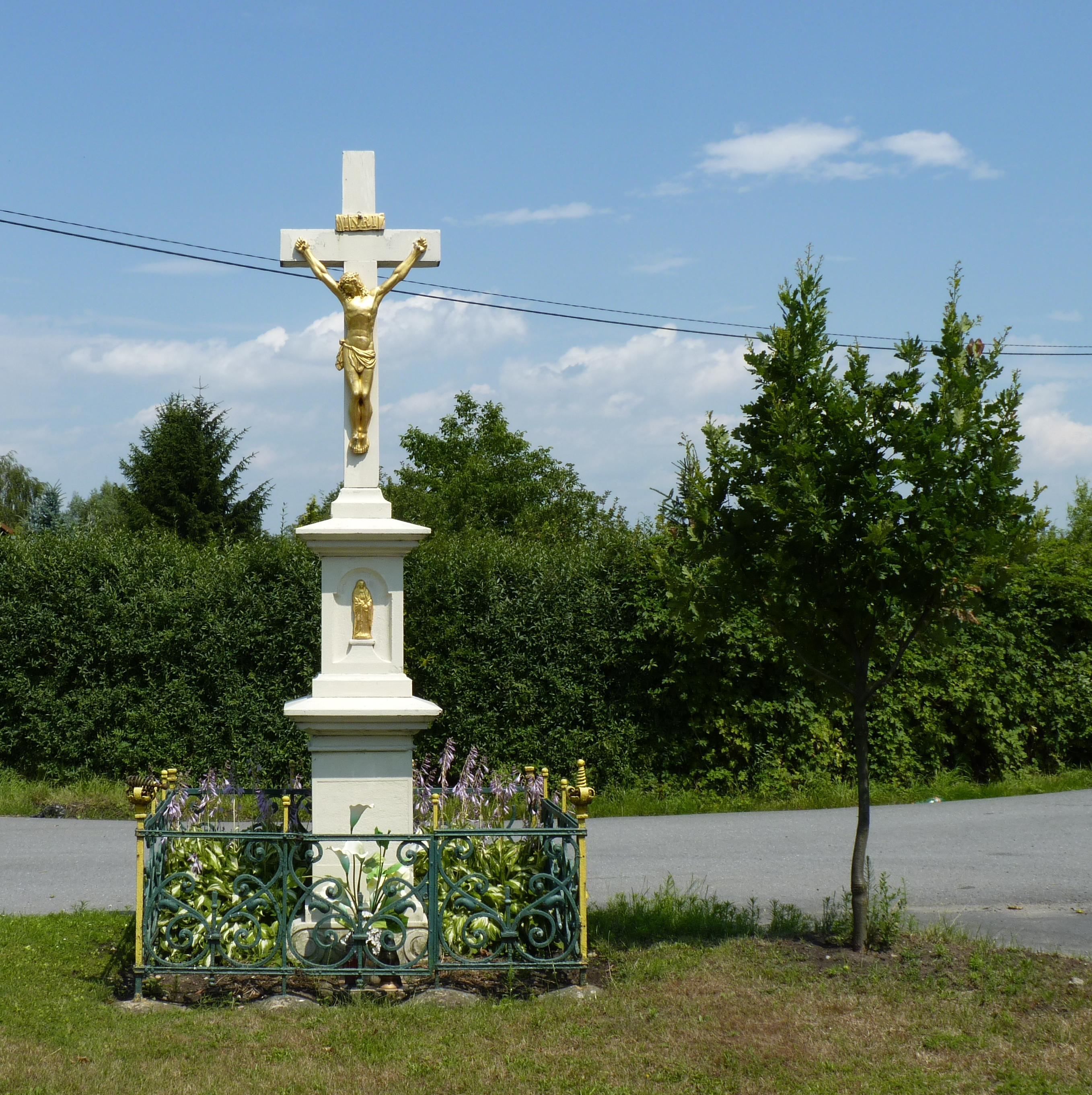
Flurkreuz

Šunychl (deutsch Schönichel, polnisch Szonychel) ist ein Ortsteil der Stadt Bohumín (Oderberg) in Tschechien. Das Dorf liegt zweieinhalb Kilometer nördlich von Nový Bohumín (Neu-Oderberg) nahe der polnischen Grenze und gehört zum Okres Karviná.

## Geographie
Šunychl erstreckt sich rechtsseitig der Oder am Bach Bohumínská stružka (Struschka) im Ostrauer Becken. Südlich des Dorfes verläuft die Autobahn D 1 zwischen Ostrava und Katowice mit der Abfahrt 372 Bohumín. Gegen Westen liegt der Baggersee Velké Kališovo jezero, dahinter die Odermäander. In der Umgebung des Ortes befinden sich mehrere Bunkerlinien des Tschechoslowakischen Walls.
Nachbarorte sind Kopytov (Kopitau) und Uchylsko (Uhilsko) im Norden, Červín (Czerwin) und Gorzyczki (Klein Gorschütz) im Nordosten, Věřňovice (Willmersdorf) und Nerad im Osten, Nová Ves (Nickeltaff), Martinov (Martinhof) und Skřečoň (Skretschon) im Südosten, Nový Bohumín (Neu-Oderberg) im Süden, Starý Bohumín (Alt Oderberg) im Südwesten, Stary Dwór (Althof) und Chałupki (Annaberg) im Westen sowie Zabełków (Zabelkau) im Nordwesten.

## Geschichte
Šunychl wurde 1482 gegründet. Der Ortsname ist deutschsprachiger Herkunft: Schön-Eichel. Schon die ersten Erwähnungen z. B. 1492 als Ssonychel waren sprachliche Adaptationen in die slawische Sprache durch Änderungen oe ≥ o, ei ≥ y und den Zusatz von mobilen e in der letzten Silbe Während des Zerfalls des Herzogtums Teschen erfolgte im letzten Viertel des 16. Jahrhunderts die Abtrennung vom Herzogtum und Herausbildung der Minder-Standesherrschaft Oderberg. 1629 hatten die Bauer nur slawische Personennamen. Diese wurde 1742 nach dem Ersten Schlesischen Krieg entlang der Oder zwischen Preußen und Österreich geteilt, wobei der rechtsodrische Teil (mit Šunychl) bei Österreich verblieb. Um 1800 bestand Schoenischel aus 52 Häusern mit 267 schlesisch-polnisch-sprachigen Bewohnern. Pfarrort war Oderberg. Am südlichen Ortsrand bestanden zwei herrschaftliche Meierhöfe – der Neuhof und der Althof. Am 1. Mai 1847 wurde im Oderberger Wald auf den Fluren von Schönichel der vorläufige Endbahnhof Oderberg der Kaiser Ferdinands-Nordbahn eröffnet. Bis zur Mitte des 19. Jahrhunderts blieb das Dorf der Minder-Standesherrschaft Oderberg untertänig.
Nach der Aufhebung der Patrimonialherrschaften bildete Schönichel ab 1850 mit dem Ortsteil Kopitau eine Gemeinde im Gerichtsbezirk Oderberg und Bezirk Friedek. In dieser Zeit ging mit dem Ausbau des Bahnhofs Oderberg zum Eisenbahnknoten auch die Errichtung einer Siedlung am Bahnhof einher. 1868 wurde die Gemeinde dem Bezirk Freistadt zugeordnet. Seit den 1870er Jahren wurde der tschechische Name Šunichl verwendet. Nachdem die Siedlung Oderberg Bahnhof städtische Strukturen angenommen hatte und führte die Gemeinde den Namen Schönichel-Oderberg Bahnhof. Im Jahre 1900 hatte Schönichel / Šunichel 587 Einwohner, 1910 waren es 765.

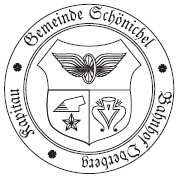
Ehemaliges Gemeindewappen

Nach dem Ersten Weltkrieg zerfiel der Vielvölkerstaat Österreich-Ungarn, das Gebiet des Bezirks wurde strittig. Nach dem Polnisch-Tschechoslowakischen Grenzkrieg sowie der Entscheidung des Botschafterrats der Siegermächte vom 28. Juli 1920 fiel Šunichel der Tschechoslowakischen Republik zu. Im selben Jahre erfolgte die Fusion der Ortsteile Šunichel und Bohumín-nádraží. Beim Zensus von 1921 wurde Šunichel nur noch als eine aus 83 Häusern bestehende Siedlung von Šunichel-Bohumín-nádraží betrachtet. Im September 1922 nahm im Gebäude der polnischen Schule auch eine einklassige tschechische Dorfschule den Unterricht auf. 1924 wurde die Gemeinde Šunichel-Bohumín-nádraží (Schönichel-Oderberg Bahnhof) in Nový Bohumín (Neu-Oderberg) umbenannt und zur Stadt erhoben. Die tschechische Schule wurde im selben Jahre eigenständig und zudem ein tschechischer Kindergarten eröffnet. 1930 lebten in den 110 Häusern von Šunychl 841 Personen. 1936 begann Karl Kalisch aus Kopitau mit dem Kiesabbau in den Odermäandern. Nach dem Münchner Abkommen wurde Szonychel im Oktober 1938 von Polen besetzt und der Woiwodschaft Schlesien zugeschlagen. Die tschechische Schule wurde daraufhin geschlossen. Ein Jahr später erfolgte die Besetzung durch das Deutsche Reich; bis 1945 gehörte Schönichel zum Landkreis Teschen. Im Frühjahr 1945 lag das Dorf eine Zeitlang im Frontbereich der Mährisch-Ostrauer Operation und erlitt schwere Schäden. Nach dem Ende des Zweiten Weltkrieges kam Šunychl zur wiedererrichteten Tschechoslowakei zurück, zudem wurden die Verwaltungsstrukturen von 1938 wieder hergestellt. Obwohl auch die Schule Kriegsschäden aufwies, erfolgte 1945 die Wiederaufnahme des Unterrichts. 1949 wurde das Dorf Teil des neu gebildeten Okres Ostrava-okolí. Im Zuge der Gebietsreform von 1960 wurde Šunychl dem Okres Karviná zugeordnet. Wegen des Wegzugs vieler junger Leute nach Nový Bohumín sank die Zahl der Kinder in Šunychl; 1964 wurde der Kindergarten und drei Jahre später auch die Schule geschlossen. 1970 lebten in den 126 Häusern von Šunychl 498 Personen. Zum 1. Juli 1973 erfolgte die erneute Zusammenlegung von Nový Bohumín und Starý Bohumín zu einer Stadt Bohumín; seit dem 1. Oktober 1974 wird Šunychl als Ortsteil von Bohumín geführt. In den Jahren 1975 und 1976 bestand am Oderknie nördlich von Šunychl der einzige Oderhafen der Tschechoslowakei; von dem kleinen Flusshafen mit einer 40 m langen Ladekante legten jeweils im Frühjahr einige Frachtkähne ab. Nachdem ein mit zwei LKW beladener Frachtkahn im März 1976 nur mit Zuspeisung von Talsperrenwasser ablegen konnte, wurde der unrentable Flusshafen aufgegeben. Das Oderhochwasser von 1997 verursachte in Šunychl schwere Schäden. 1997 nahm am Oderknie das neue Klärwerk für sämtliche Stadtteile von Bohumín den Probebetrieb auf. 2001 lebten in den 149 Häusern von Šunychl 474 Personen. Beim Zensus von 2011 hatte der Ortsteil Šunychl 554 Einwohner und bestand aus 193 Wohnhäusern; davon lebten 481 Personen in Šunychl (161 Häuser) und 73 in Kopytov 32 (Häuser).

## Ortsgliederung
Zu Šunychl gehören das Dorf Kopytov (Kopitau) sowie die Siedlungen Chaloupky und Kozí Rynek. Grundsiedlungseinheiten sind Kopytov und Šunychl.
Der Ortsteil ist auf zwei Katastralbezirke geteilt. Šunychl (310 ha) ist Teil des Katastralbezirks Nový Bohumín, Kopytov (218 ha) bildet einen eigenen Katastralbezirk.

## Sehenswürdigkeiten
- Kapelle Mariä Namen, der einschiffige späthistoristische Bau entstand 1906. Eine Besonderheit stellt die metallene Wendeltreppe im Innern dar.[6]
- zwei Flurkreuze
- Bunker des Tschechoslowakischen Walls
- Naturdenkmal Hraniční meandry Odry (Grenzmäander der Oder), durch den nördlichen Teil von Šunychl führt der gleichnamige Lehrpfad nach Kopytov.